# Peter Fraser
Peter Fraser, född 28 augusti 1884 i Fearn, död 12 december 1950 i Wellington, var en nyzeeländsk politiker.
Peter Fraser föddes i Skottland och emigrerade 1910 till Nya Zeeland, där han efter ett par år blev en av socialdemokratiska partiets ledande män. 1935–1940 var han marin-, undervisnings- och hälsovårdsminister. År 1940 bildade Fraser själv regering, 1943 blev han även utrikesminister. Han stannade kvar till 1949.